# 21551 Жеянґ
21551 Жеянґ (21551 Geyang) — астероїд головного поясу, відкритий 17 серпня 1998 року.
Тіссеранів параметр щодо Юпітера — 3,203.